# Санта Ранија (Кротоне)
Санта Ранија је насеље у Италији у округу Кротоне, региону Калабрија.
Према процени из 2011. у насељу је живело 301 становника. Насеље се налази на надморској висини од 453 м.